# خالد خان
خالد خان (7 فبراير 1971 في باكستان - ) هو لاعب كريكت صيني. شارك مع منتخب هونغ كونغ للكريكت.

## وصلات خارجية
- خالد خان على موقع إي آس بي آن كريك إنفو (الإنجليزية)